# Stephanoceras
Stephanoceras (que significa cuerno de corona) es un género extinto de amonitas Stephanoceratoides que vivió durante el Bajociense(Jurásico Medio). Es el género tipo de la familia Stephanoceratidae.

## Especie tipo
Ammonites humphriesianum J. de C. Sowerby, 1825, designación posterior por Buckman, 1898.

## Especies seleccionadas
- S. humphriesianum  (J. de C. Sowerby 1825)  - Especie tipo
- S. blagdeni  (Sowerby)
- S. brodeaei  (J. Sowerby)
- S. mutabile  (Quenstedt 1886)
- S. umbilicum  (Quenstedt 1886)
- S. nodosum  (Quenstedt 1886)
- S. macrum  (Quenstedt 1886)
- S. pyritosum  (Quenstedt 1886)
- S. triplex  Weisert
- S. freycineti  (Bayle)
- S. kreter  (Buckman)
- S. leptogyrale  (Buckman)
- S. boulderense  Imlay 1982
- S. coronatus  (Bruguiere 1789)
- S. quenstedti  Кoche 1939
- S. skidegatense  Whiteaves 1876

## Descripción
Stephanoceras presenta una concha evoluta, característica de la familia, con nervaduras y tubérculos bien desarrollados. El caparazón está enrollado, por lo que los verticilos apenas se tocan en la mayoría, pero algunos tienen una superposición notable. Las costillas primarias emergen de la costura umbilical, la línea que marca el borde interior del verticilo expuesto en particular, y se dividen en los flancos, generalmente en dos, ocasionalmente en tres, formando costillas secundarias que cruzan el borde exterior del caparazón, conocido como venter, ininterrumpido. Turbercles, proyecciones elevadas, se forman en los extremos de las costillas primarias donde se bifurcan o, a veces, se trifurcan.
Stephanoceras creció hasta ser bastante grande con un diámetro de caparazón de hasta 27 cm y un ancho de hasta 6 cm en el verticilo exterior. Como muchas ammonites, Stephanoceras es dimórfica con una forma grande, macroconch, que se cree que es femenina y una pequeña, microconch, forma que se cree que es masculina. En la mayoría de los aspectos, la microconcha es simplemente una versión más pequeña de la macroconcha. La principal diferencia radica en la apertura, que en la microconcha tiene extensiones planas a cada lado, orejeras. El de la macroconcha es generalmente simple, precedido de una constricción.

## Distribución
Los fósiles de Stephanoceras se encuentran en los estratos marinos jurásicos de Canadá, México, Arabia Saudita y España. Algunas especies, incluidas S. coronatus y S. humphriesianum, también se pueden encontrar en rocas de la misma edad de Inglaterra y Alemania.

## Galería

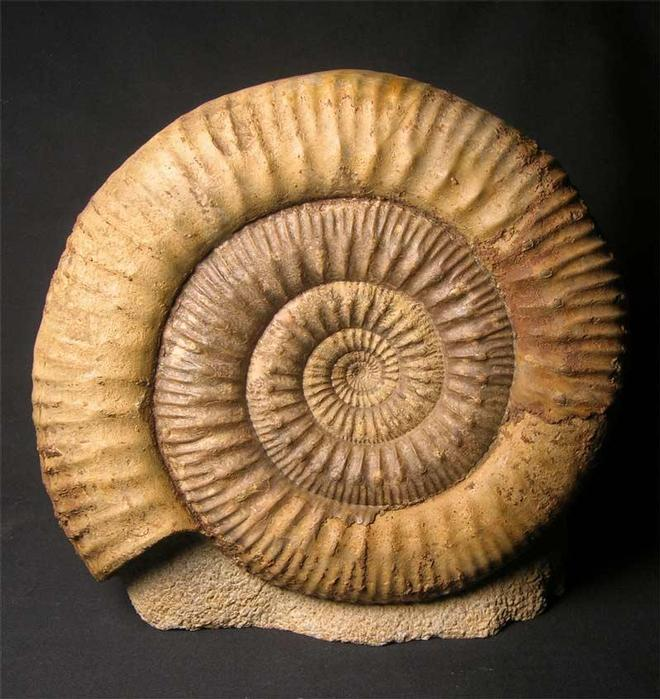
Stephanoceras humphriesianum, Jurásico, Inferior Oolite, Zona Humphriesianum, Clatcombe, Dorset, Reino Unido. Tamaño de la amonita 275 mm.
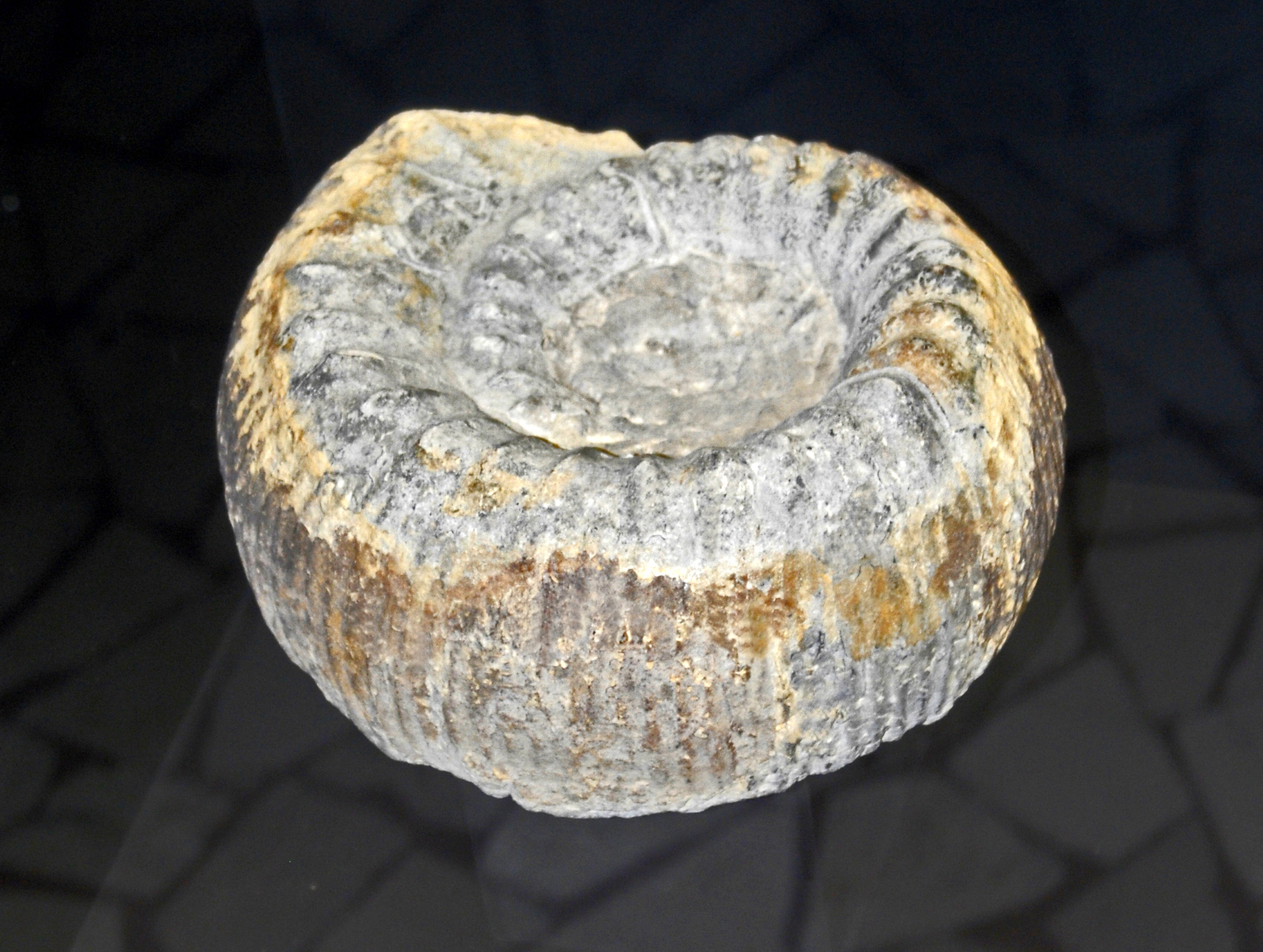
Stephanoceras blagdeni del Jurásico Medio, Alemania.